# Grandes éxitos (album de Luis Miguel)
Albums de Luis Miguel
México en la piel
(2004) Navidades
(2006)
Singles
Grandes Éxitos (français : Grands succès) est un album compilation de grands succès du chanteur mexicain Luis Miguel. Sorti le 22 novembre 2005 par Warner Music Latina, l'album comprend 24 chansons déjà enregistrées dans la carrière de Miguel avec sa maison de disques ainsi que deux nouvelles chansons (Misterios del Amor et Si Te Perdiera) ; les deux chansons sont sorties en tant que singles de l'album. Une édition spéciale du disque est également sortie et comprend six chansons supplémentaires ainsi qu'un DVD contenant des clips vidéo de la carrière de Miguel. Grandes Éxitos a reçu une appréciation favorable du critique d'AllMusic, Thom Jurek, qui a salué la trajectoire de Miguel en tant qu'artiste. Sur le plan commercial, il a atteint la première place au Mexique et le top 10 en Argentine, en Espagne et au Portugal, ainsi que du classement du Billboard Top Latin Albums aux États-Unis. Il a été certifié multi-platine au Mexique et aux États-Unis et platine en Espagne.

## Contexte et contenu
Le 15 octobre 2005, Luis Miguel a annoncé qu'il allait sortir un album de ses plus grands succès le 22 novembre. Il contient 24 chansons déjà enregistrées, de sa carrière musicale, allant de la musique pop aux boléros de sa série Romance, en passant par le mariachi. L'ensemble comprend des titres qu'il a enregistrés sous son label Warner Music Latina depuis 1987. Une édition spéciale de l'album est également sortie le 22 novembre et comprend six chansons supplémentaires, ainsi qu'un DVD de ses clips musicaux.
Deux chansons originales ont été composées pour Grandes Éxitos : Misterios del Amor et Si Te Perdiera. La première chanson a été composée par Francisco Loyo et Alejandro Asensi tandis que la seconde a été écrite par Manuel Alejandro ; les deux chansons ont été produites par Miguel,. Misterios del Amor est sorti en tant que premier single de l'album le 24 octobre 2005 et a atteint la 29e place du classement Billboard Hot Latin Songs aux États-Unis,. Si Te Perdiera est sorti en tant que deuxième single de l'album le 17 janvier 2006 et a atteint la 47e place du classement Hot Latin Songs,. Si Te Perdiera a servi de thème principal pour la telenovela mexicaine La verdad oculta (2006).

## Accueil
Le critique Thom Jurek, d'AllMusic a attribué quatre étoiles sur cinq à Grandes Éxitos, soulignant la maturité de Miguel, qui est passé du statut d'idole des adolescents à celui de crooner. Il a commenté que certaines chansons semblaient « datées » mais a remarqué que la trajectoire de Miguel était « tout à fait engageante et valable ». Aux États-Unis, Grandes Éxitos a atteint la huitième place du hitparade Billboard Top Latin Albums et a été certifié double platine par la Recording Industry Association of America (RIAA) pour la vente de 200 000 copies,. Au Mexique, le double disque a atteint le sommet du classement des cent meilleurs albums mexicains et a été certifié triple platine par l'Asociación Mexicana de Productores de Fonogramas y Videogramas (AMPROFON) pour 300 000 unités vendues,. Le DVD a été certifié platine et or par l'AMPROFON, ainsi que pour la vente de 30 000 unités. En Argentine, il a atteint la troisième place du classement des albums. En Europe, le disque a atteint la cinquième place en Espagne et a été certifié platine par les Productores de Música de España, avant d'atteindre la septième place au Portugal,,.

## Liste des titres
Adaptés d'AllMusic,
| 1.  | Ahora Te Puedes Marchar (de l'album Soy Como Quiero Ser, 1987) | - Ivor Raymonde - Mike Hawker - Luis Gómez Escolar                      | 3:11 |
| 2.  | Cuando calienta el sol (de l'album Soy Como Quiero Ser, 1987)  | - Rafael Pérez - Carlos Rigual - Mario Rigual - Carlos Albert Martinoli | 3:56 |
| 3.  | Fría Como el Viento (de l'album Busca una Mujer, 1988)         | Juan Carlos Calderón                                                    | 3:53 |
| 4.  | Un Hombre Busca una Mujer (de l'album Busca una Mujer, 1988)   | - Calderón - Escolar                                                    | 3:31 |
| 5.  | La Incondicional (de l'album Busca una Mujer, 1988)            | Calderón                                                                | 4:22 |
| 6.  | Entrégate (de l'album 20 Años, 1990)                           | Calderón                                                                | 4:22 |
| 7.  | Tengo Todo Excepto a Ti (de l'album 20 Años, 1990)             | Calderón                                                                | 4:32 |
| 8.  | Inolvidable (de l'album Romance, 1991)                         | Julio Gutiérrez                                                         | 4:15 |
| 9.  | No Sé Tú (de l'album Romance, 1991)                            | Armando Manzanero                                                       | 3:48 |
| 10. | América, América (de l'album América & en Vivo, 1992)          | - José Luis Armenteros - Pablo Herrero                                  | 4:34 |
| 11. | Hasta Que Me Olvides (de l'album Aries, 1993)                  | Juan Luis Guerra                                                        | 4:40 |
| 12. | Suave (de l'album Aries, 1993)                                 | - Orlando Castro - Ignacio "Kiko" Cibrián                               | 4:47 |
| 13. | El día que me quieras (de l'album Segundo Romance, 1994)       | - Alfredo Le Pera - Carlos Gardel                                       | 3:58 |

| 1.  | La Media Vuelta (de l'album Segundo Romance, 1994)             | José Alfredo Jiménez                                 | 2:41 |
| 2.  | Si Nos Dejan (de l'album El Concierto, 1995)                   | Jiménez                                              | 2:34 |
| 3.  | Cómo Es Posible Que a Mi Lado (de l'album Nada Es Igual, 1996) | - Luis Miguel - Cibrián - Alejandro Asensi           | 4:13 |
| 4.  | Por Debajo de la Mesa (de l'album Romances, 1997)              | Manzanero                                            | 3:03 |
| 5.  | Amor, Amor, Amor (de l'album Mis Romances, 2001)               | - Ricardo López Méndez - Gabriel Ruiz                | 3:41 |
| 6.  | O Tú o Ninguna (de l'album Amarte es un placer, 1999)          | Calderón                                             | 3:16 |
| 7.  | Sol, Arena y Mar (de l'album Amarte Es un Placer, 1999)        | - Miguel - Francisco Loyo - Salo Loyo - Arturo Pérez | 3:18 |
| 8.  | Te Necesito (de l'album 33, 2003)                              | Guerra                                               | 3:14 |
| 9.  | Vuelve (de l'album 33, 2003)                                   | - Asensi - Edgar Cortázar - Miguel - F. Loyo         | 3:33 |
| 10. | La Bikina (de l'album Vivo, 2000)                              | Rubén Fuentes                                        | 2:57 |
| 11. | Que Seas Feliz (de l'album México en la Piel, 2004)            | Consuelo Velázquez                                   | 3:05 |
| 12. | Misterios del Amor (Previously unreleased)                     | - F. Loyo - Asensi                                   | 3:58 |
| 13. | Si Te Perdiera (Previously unreleased)                         | Manuel Alejandro                                     | 3:59 |

| Édition de luxe – Disque 1 | Édition de luxe – Disque 1                                     | Édition de luxe – Disque 1                         | Édition de luxe – Disque 1 | Édition de luxe – Disque 1 | Édition de luxe – Disque 1 | Édition de luxe – Disque 1 | Édition de luxe – Disque 1 | Édition de luxe – Disque 1 | Édition de luxe – Disque 1 |
| No                         | Titre                                                          | Auteur                                             | Durée                      |                            |                            |                            |                            |                            |                            |
| -------------------------- | -------------------------------------------------------------- | -------------------------------------------------- | -------------------------- | -------------------------- | -------------------------- | -------------------------- | -------------------------- | -------------------------- | -------------------------- |
| 1.                         | Ahora Te Puedes Marchar (de l'album Soy Como Quiero Ser, 1987) | - Raymonde - Hawker - Escolar                      | 3:11                       |                            |                            |                            |                            |                            |                            |
| 2.                         | Cuando Calienta el Sol (de l'album Soy Como Quiero Ser, 1987)  | - Rafael Pérez - C. Rigual - M. Rigual - Martinoli | 3:56                       |                            |                            |                            |                            |                            |                            |
| 3.                         | Fría Como el Viento (de l'album Busca una Mujer, 1988)         | Calderón                                           | 3:53                       |                            |                            |                            |                            |                            |                            |
| 4.                         | Un Hombre Busca una Mujer (de l'album Busca una Mujer, 1988)   | - Calderón - Escolar                               | 3:31                       |                            |                            |                            |                            |                            |                            |
| 5.                         | La Incondicional (de l'album Busca una Mujer, 1988)            | Calderón                                           | 4:22                       |                            |                            |                            |                            |                            |                            |
| 6.                         | Entrégate (de l'album 20 Años, 1990)                           | Calderón                                           | 4:22                       |                            |                            |                            |                            |                            |                            |
| 7.                         | Tengo Todo Excepto a Ti (de l'album 20 Años, 1990)             | Calderón                                           | 4:32                       |                            |                            |                            |                            |                            |                            |
| 8.                         | Será Que No Me Amas (de l'album 20 Años, 1990)                 | - Mick Jackson - Elmar Krohn - Calderón            | 4:06                       |                            |                            |                            |                            |                            |                            |
| 9.                         | Inolvidable (de l'album Romance, 1991)                         | Gutiérrez                                          | 4:15                       |                            |                            |                            |                            |                            |                            |
| 10.                        | No Sé Tú (de l'album Romance, 1991)                            | Manzanero                                          | 3:48                       |                            |                            |                            |                            |                            |                            |
| 11.                        | América, América (de l'album América & en Vivo, 1992)          | - Armenteros - Herrero                             | 4:34                       |                            |                            |                            |                            |                            |                            |
| 12.                        | Hasta Que Me Olvides (de l'album Aries, 1993)                  | Guerra                                             | 4:40                       |                            |                            |                            |                            |                            |                            |
| 13.                        | Suave (de l'album Aries, 1993)                                 | - Castro - Cibrián                                 | 4:47                       |                            |                            |                            |                            |                            |                            |
| 14.                        | El Día Que Me Quieras (de l'album Segundo Romance, 1994)       | - Le Pera - Gardel                                 | 3:58                       |                            |                            |                            |                            |                            |                            |
| 15.                        | Somos Novios (de l'album Segundo Romance, 1994)                | Manzanero                                          | 3:10                       |                            |                            |                            |                            |                            |                            |
| 16.                        | La Media Vuelta (de l'album Segundo Romance, 1994)             | Jiménez                                            | 2:41                       |                            |                            |                            |                            |                            |                            |
| 63:48                      |                                                                |                                                    |                            |                            |                            |                            |                            |                            |                            |

| Édition de luxe – Disque 2 | Édition de luxe – Disque 2                                        | Édition de luxe – Disque 2                 | Édition de luxe – Disque 2 | Édition de luxe – Disque 2 | Édition de luxe – Disque 2 | Édition de luxe – Disque 2 | Édition de luxe – Disque 2 | Édition de luxe – Disque 2 | Édition de luxe – Disque 2 |
| No                         | Titre                                                             | Auteur                                     | Durée                      |                            |                            |                            |                            |                            |                            |
| -------------------------- | ----------------------------------------------------------------- | ------------------------------------------ | -------------------------- | -------------------------- | -------------------------- | -------------------------- | -------------------------- | -------------------------- | -------------------------- |
| 1.                         | Si Nos Dejan (de l'album El Concierto, 1995)                      | Jiménez                                    | 2:34                       |                            |                            |                            |                            |                            |                            |
| 2.                         | Dame (de l'album Nada Es Igual..., 1996)                          | - Alejandro Lerner - Cibrián               | 4:55                       |                            |                            |                            |                            |                            |                            |
| 3.                         | Cómo Es Posible Que a Mi Lado (de l'album Nada Es Igual..., 1996) | - Luis Miguel - Cibrián - Alejandro Asensi | 4:13                       |                            |                            |                            |                            |                            |                            |
| 4.                         | Por Debajo de la Mesa (de l'album Romances, 1997)                 | Manzanero                                  | 3:03                       |                            |                            |                            |                            |                            |                            |
| 5.                         | Amor, Amor, Amor (de l'album Mis Romances, 2001)                  | - Méndez - Ruiz                            | 3:41                       |                            |                            |                            |                            |                            |                            |
| 6.                         | O Tú o Ninguna (de l'album Amarte Es un Placer, 1999)             | Calderón                                   | 3:16                       |                            |                            |                            |                            |                            |                            |
| 7.                         | Sol, Arena y Mar (de l'album Amarte Es un Placer, 1999)           | - Miguel - F. Loyo - S. Loyo - Pérez       | 3:18                       |                            |                            |                            |                            |                            |                            |
| 8.                         | Perfidia (de l'album Mis Romances, 2001)                          | Alberto Domínguez                          | 3:22                       |                            |                            |                            |                            |                            |                            |
| 9.                         | Te Necesito (de l'album 33, 2003)                                 | Guerra                                     | 3:14                       |                            |                            |                            |                            |                            |                            |
| 10.                        | Vuelve (de l'album 33, 2003)                                      | - Asensi - Cortázar - Miguel - F. Loyo     | 3:33                       |                            |                            |                            |                            |                            |                            |
| 11.                        | Y (de l'album Vivo, 2000)                                         | Mario de Jesús Báez                        | 2:42                       |                            |                            |                            |                            |                            |                            |
| 12.                        | La Bikina (de l'album Vivo, 2000)                                 | Fuentes                                    | 2:57                       |                            |                            |                            |                            |                            |                            |
| 13.                        | Que Seas Feliz (de l'album México en la Piel, 2004)               | Velázquez                                  | 3:05                       |                            |                            |                            |                            |                            |                            |
| 14.                        | Sabes una Cosa (de l'album México en la Piel, 2004)               | - Manuel Lozano - Fuentes                  | 3:19                       |                            |                            |                            |                            |                            |                            |
| 15.                        | Misterios del Amor (Previously unreleased)                        | - F. Loyo - Asensi                         | 3:58                       |                            |                            |                            |                            |                            |                            |
| 16.                        | Si Te Perdiera (Previously unreleased)                            | Alejandro                                  | 3:59                       |                            |                            |                            |                            |                            |                            |
| 55:20                      |                                                                   |                                            |                            |                            |                            |                            |                            |                            |                            |

| 1.  | Cuando Calienta el Sol (de l'album Soy Como Quiero Ser, 1987)  | - R. Pérez - C. Rigual - M. Rigual - Martinoli |  |
| 2.  | Ahora Te Puedes Marchar (de l'album Soy Como Quiero Ser, 1987) | - Raymonde - Hawker - Escolar                  |  |
| 3.  | La Incondicional (de l'album Busca una Mujer, 1988)            | Calderón                                       |  |
| 4.  | Fría Como el Viento (de l'album Busca una Mujer, 1988)         | Calderón                                       |  |
| 5.  | Tengo Todo Excepto a Ti (de l'album 20 Años, 1990)             | Calderón                                       |  |
| 6.  | Entrégate (de l'album 20 Años, 1990)                           | Calderón                                       |  |
| 7.  | No Sé Tú (de l'album Romance, 1991)                            | Manzanero                                      |  |
| 8.  | Contigo en la Distancia (de l'album Romance, 1991)             | César Portillo de la Luz                       |  |
| 9.  | América, América (de l'album América & en Vivo, 1992)          | - Armenteros - Herrero                         |  |
| 10. | Suave (de l'album Aries, 1993)                                 | - Castro - Cibrián                             |  |
| 11. | Ayer (de l'album Aries, 1993)                                  | - David Foster - Jeremy Lubbock - Rudy Pérez   |  |
| 12. | La Media Vuelta (de l'album Segundo Romance, 1994)             | Jiménez                                        |  |
| 13. | Delirio (de l'album Segundo Romance, 1994)                     | Portillo de la Luz                             |  |

| 1.  | El Día Que Me Quieras (de l'album Segundo Romance, 1994)          | - Le Pera - Gardel                      |  |
| 2.  | Cómo Es Posible Que a Mi Lado (de l'album Nada Es Igual..., 1996) | - Miguel - Cibrián - Asensi             |  |
| 3.  | Dame (de l'album Nada Es Igual..., 1996)                          | - Lerner - Cibrián                      |  |
| 4.  | Por Debajo de la Mesa (de l'album Romances, 1997)                 | Manzanero                               |  |
| 5.  | Amarte Es un Placer (de l'album Amarte Es un Placer, 1999)        | Calderón                                |  |
| 6.  | O Tú o Ninguna (de l'album Amarte Es un Placer, 1999)             | Calderón                                |  |
| 7.  | La Bikina (de l'album Vivo, 2000)                                 | Fuentes                                 |  |
| 8.  | Y (de l'album Vivo, 2000)                                         | De Jesús Báez                           |  |
| 9.  | Amor, Amor, Amor (de l'album Mis Romances, 2001)                  | - Méndez - Ruiz                         |  |
| 10. | Te Necesito (de l'album 33, 2003)                                 | Guerra                                  |  |
| 11. | Que Seas Feliz (de l'album México en la Piel, 2004)               | Velázquez                               |  |
| 12. | El Viajero (de l'album México en la Piel, 2004)                   | - Roberto Sierra - José "Pepe" Martínez |  |

## Classements

### Hebdomadaires
| Hitparade (2002)                      | Meilleur classement | Réf.   |
| ------------------------------------- | ------------------- | ------ |
| Argentine (CAPIF)                     | 3                   | [ 18 ] |
| Mexique (Top 100 México)              | 1                   | [ 12 ] |
| Portugal (AFP)                        | 7                   | [ 16 ] |
| Espagne (PROMUSICAE)                  | 5                   | [ 14 ] |
| États-Unis Billboard Top Latin Albums | 8                   | [ 10 ] |
| États-Unis Billboard Latin Pop Albums | 5                   | [ 19 ] |

### Annuels
| Hitparade (2005/2006)                 | Meilleur classement | Réf.   |
| ------------------------------------- | ------------------- | ------ |
| Mexique (Top 100 México AMPROFON)     | 28                  | [ 12 ] |
| Espagne (PROMUSICAE)                  | 42                  | [ 20 ] |
| États-Unis Billboard Top Latin Albums | 45                  | [ 21 ] |
| États-Unis Billboard Latin Pop Albums | 18                  | [ 22 ] |
| Hitparade (2018)                      | Meilleur classement | Réf.   |
| Mexique (Top 100 México AMPROFON)     | 7                   | [ 23 ] |
| Hitparade (2019)                      | Meilleur classement | Réf.   |
| États-Unis Billboard Top Latin Albums | 55                  | [ 24 ] |
| États-Unis Billboard Latin Pop Albums | 10                  | [ 25 ] |